# 聖
聖（ひじり）とは、日本において諸国を回遊した仏教僧をいう。その語源は仏教伝来以前の民間信仰の司祭者とされ、特にこれを指して民俗学上では「ヒジリ」とも表記される。

## 沿革
この語は元来「日知り」を意味し、「神秘的な霊力を持つ者」で「日の性質を知り占い教える」司祭者・呪術者を指したとされ、祭政一致であった古代の日本で聖帝や天皇などの語に当てられた。
仏教伝来後は聖の字があてられ、学徳の高い僧を聖と呼ぶようになった。
仏教の伝来後、奈良時代以降しばらくは、山へ籠り修行をしつつ、俗世に降り勧進を行う私度僧は、沙弥、菩薩、優婆塞、禅師などと称された。彼らは、いわゆる修験者のような装束と言われる、ワサヅノ(鹿の角が付いた杖)を持ち、苔の衣(粗末な服)を着、燧入れを携帯して山を回り、里へ来ては勧進をしていた。
平安時代中期に至り末法思想が広まる中、それに伴って浄土教信仰を庶民に普及する僧たちを指して「ひじり」とされるようになった。主に念仏を唱える彼らは念仏聖と呼ばれ、寺院に定住せず深山の草庵に住んだり遍歴しながら修行する半僧半俗の存在だった。平安中期の有名な聖に「市聖（いちのひじり）」と呼ばれた空也がいる。
聖は、寺院において、学徒（学僧）に相対し、寺院経済を支える禅徒の立場にあった。聖たちは、寺院から離れて別所と呼ばれる場所に集住し、活動の拠点としていた。名高い別所の一つが高野山にある高野別所であり、ここに住む念仏聖を高野聖と呼んだ。
平安後期の源空（法然）も延暦寺黒谷別所の念仏聖であり、その弟子の親鸞と併せて、聖人（しょうにん）と呼ばれた。鎌倉時代中期の一遍は諸国を遊行しながら念仏を広め、「捨聖（すてひじり）」と呼ばれた。

## 呼称
ひじりという呼称は「霊(ひ)知り」「非知り」「ひ(美称)＋知り」「ひとり知り」「はぢしり」の諸説あるが、「日を知る者」とするのが通説である。ただ五来重は著書『高野聖』で、日本武尊が、新張筑波を過ぎたあたりで日の経過を問うた際、その日数を答えた御火焼の翁が、東の国造とされたという『古事記』の記述を引き、古代の首長が日の運行を調査し記録するとともに火も司った点から、「火をしらしめすもの＝火治り」でもよいと書いている。
白川静は、『字訓』で柳田の『石神問答』所収の白鳥倉吉宛書簡にある「漢字表記と、本来道教でいう眞人などを指す語であるヒジリの乖離」を引き、ヒの上代特殊仮名遣表記が日や霊(ヒ)と同じ甲音である点を根拠にこの字と語は「神意を窺うもの」という共通の意があると指摘している。さらに、南方熊楠は柳田のいう「漢語で言う「日者」」を、「史記にある語」と指摘している。
訓に「ひじり」が付く文字には、叡、僧、僊、賢、貞、傑、仙、伽、眞、などもある他、『日本書紀』には「大人」、「仙衆」に当てられている。
柳田は、『毛坊主考』で廻国のひじりが時宗では「被慈利」、高野山では「非事吏」と書かれる件について、「聖」の字が「あまりに結構な字」であるために勢力ある名僧たちに横取せられ、本家本元のヒジリは却って安物を使わなければならなかった、と主張している。
南方熊楠はその柳田説を享け、『岩田村大字岡の田中神社について』で柳田の文章を引いたのち、『古事記』にある、日の善悪を占う聖神と、「白日神」が共に大年神の子である件について、白日神を「向日神の誤記」とする本居宣長説を踏まえ、その神は「日の景で地相家相を見る神」であり、天照大神が太陽神であるがゆえにこの系統へ天文の運行を調べる2神がこちらではなく、素戔嗚尊の系列に設定された点を指摘している。
廻国聖(六部の別名)、遊行聖、馬聖(いわゆる虚無僧)、十穀聖などの呼称がある他、葬式から墓所の管理まで行う「三昧聖」と呼ばれるものがいた。
また游行上人の配下の念仏者は、俗に「磐打」、表向きの呼称が被慈利の他「沙弥」もあるという。
関東では時宗のひじりは「かねうち」と呼ばれ、関西の空也の一派は、「かねたたき」と呼ばれた。

## 分類
ひじりは、「山の聖」と言われる修験系、「里の聖」という念仏系の2種に分かれる。また、巫祝陰陽系をいれて3種類になる可能性もある。

## 性格
五来重は、ひじりの特徴として、「世俗性」、「呪術性」、「隠遁性」「苦行性」、「游行性」、「唱導性」「勧進性」、「集合性」を当てている。
教団の外で、修行、民衆の教化、祈祷、葬式の指導、勧進、等を行う者であり、宗教の権威とは一定の距離を置き、世俗に入っている。彼らが、特定のルートを持たず回国し、主に念仏を唱える唱導や、橋を架け道を整備し寺などを建設する勧進を各地で行った結果、各地へ伝播したエンターテインメントとしての仏教は、後の芸能を生み出す豊かな土壌となった。
肉食妻帯する者がいる一方で、「ひじりらしく振舞う」という意味の語「ひじる」が、主に独身を指す語で『沙石集』などに登場する。また『源氏物語』にある橋姫 (源氏物語)に関し、「そくひじり」の記述には『千鳥抄』で「優婆塞」であると註される。
彼らの打つ鉦などについて、谷川健一は、元々日本では霊魂を入れる呪具としてのヒサゴ　フクベを叩く儀礼が行われており、ひじりは当初それを使っていたが、後に仏教化し仏具である鉦へ変化したといっている。